# バヤズィト2世
バヤズィト2世（トルコ語:II. BayezidもしくはII. Beyazıt、1447年12月3日 - 1512年5月26日）は、オスマン帝国の第8代皇帝（スルタン）。第7代皇帝メフメト2世の子（在位:1481年 - 1512年）。「聖者（ヴェリー）」と呼ばれるほど信心深い敬虔なムスリムであった。華々しい外征を行った父メフメト2世と息子セリム1世に比べて外征で目覚ましい成果が見られず、書籍では業績を低く評されることもある。彼の治世については、停滞の時代、あるいはメフメト2世の時代の反動でイスラーム色が前面に出た保守的な時代とする見方がある。

## 生涯

### 即位以前
1447年にメフメト2世の長子として生まれた。1456年に弟のムスタファと共に割礼を施され、同日にメフメトによってアナトリアのベイリクたちを招待しての大宴会が開かれた。この祝宴はメフメトがベオグラード包囲で大敗して帰国した直後のことであり、宴を開いたのは敗北を忘れる意味合いもあった。オスマン帝国の皇子の慣例としてアマスィヤの知事を務め、1473年に起きた白羊朝とのバシュケントの戦い（en:Battle of Otlukbeli）では、イェニチェリとヨーロッパ人からなる部隊を指揮し、ウズン・ハサンの甥が率いる騎兵隊と交戦した。
メフメトの存命中、中央集権化と国際化に反発する運動がイスラーム宗教界、そしてバヤズィトによって行われた。アマスィヤのバヤズィトの宮廷にはメフメトの独裁的とも言える政策に反対する党派が形成され、メフメトは反対派を監視することはできても、彼らを解散させることはできなかった。

### ジェムとの争い、周辺諸国への対応
1481年にメフメト2世がイタリア遠征途上で陣没すると、弟のジェムとの帝位をめぐる争いが始まる（もう1人の弟ムスタファは1474年に暗殺されていた）。バヤズィトとジェムの両方にメフメトの死を告げる使者が送られたが、縁戚の総督（ベイレルベイ）シナンによってジェムへの使者が足止めを受け、ジェムに先んじてイスタンブールに入城した。バヤズィトの入城に先立ち、ジェムの擁立を考えていた大宰相メフメト・カラマニーはイェニチェリに殺害されており、イェニチェリとメフメトの政策に反対的だった臣下に支持されて、1481年5月21日に正式に皇帝として即位した。その即位の経緯からイェニチェリに特権と恩賞を付与し、反対派の要求に対して譲歩する必要があった。
帝位を逃したジェムはブルサを占領して貨幣とフトバに自らの名を刻んで独立を表明し、バヤズィトに帝国の分割統治を条件とした和平を提案した。バヤズィトはジェムの提案を拒絶して対決の意を示し、戦前にジェム側の司令官の幾人かを調略し、同年6月20日のイェニシェヒルの戦いでジェムの軍を破った。敗れたジェムはエジプトのマムルーク朝に亡命し、白羊朝に亡命していたカラマン侯国の王族カシム・ベイと協力して再起を図るが失敗、エジプトを離れてロドス島の聖ヨハネ騎士団の元に身を寄せた。バヤズィトはマムルーク朝、聖ヨハネ騎士団、フランスのヴァロワ朝、教皇庁といったジェムが亡命した北アフリカ、ヨーロッパの諸勢力と交渉を行い、聖ヨハネ騎士団との交渉では騎士団側の要求に応じて多額の身代金を支払わなければならなかった。ジェムの子オウズ、ジェム派の高官を粛清し、1495年にジェムが病死した後に彼の生母、妻、娘を保護するが、男子の子孫はロドス島に残っていた1人を除いて全員が絞首に処された。
1495年にジェムが病死するまでの間、オスマン帝国と亡命中のジェムを保護したマムルーク朝の関係が悪化する。マムルーク朝とはジェムの処遇以外に、メッカの水路の修理を拒絶されたこと、インドからの贈物を携えた使節がマムルーク朝の領土を通行した際にジッダの太守に荷物を奪われたことで関係が険悪なものとなり、バヤズィトはドゥルカディル侯国のベイリクであるアラー・アッダウラがマムルーク朝のスルターン・アシュラフ・カーイトバーイと対立していることを知ると、アッダウラを助けるために1485年にアナトリア南部に派兵した。オスマン・ドゥルカディルの連合軍はマラティヤ付近でマムルーク朝軍と戦うが敗れ、かえってアダナ、タルソス内の城砦を奪われる。戦後にマムルーク朝から和平が提案され、和解を勧めるカリフの親書と共に奪われた贈物も届けられるが、バヤズィトはこの提案に対して進軍という答えを返した。オスマン軍はウズバク・ブン・タタハ率いるマムルーク朝軍に3度敗れる不利な状況にあったが、マムルーク朝も長期の戦争によって財政が悪化しており、1491年にハフス朝の仲介によって和議が結ばれた。

### オスマン海軍の躍進

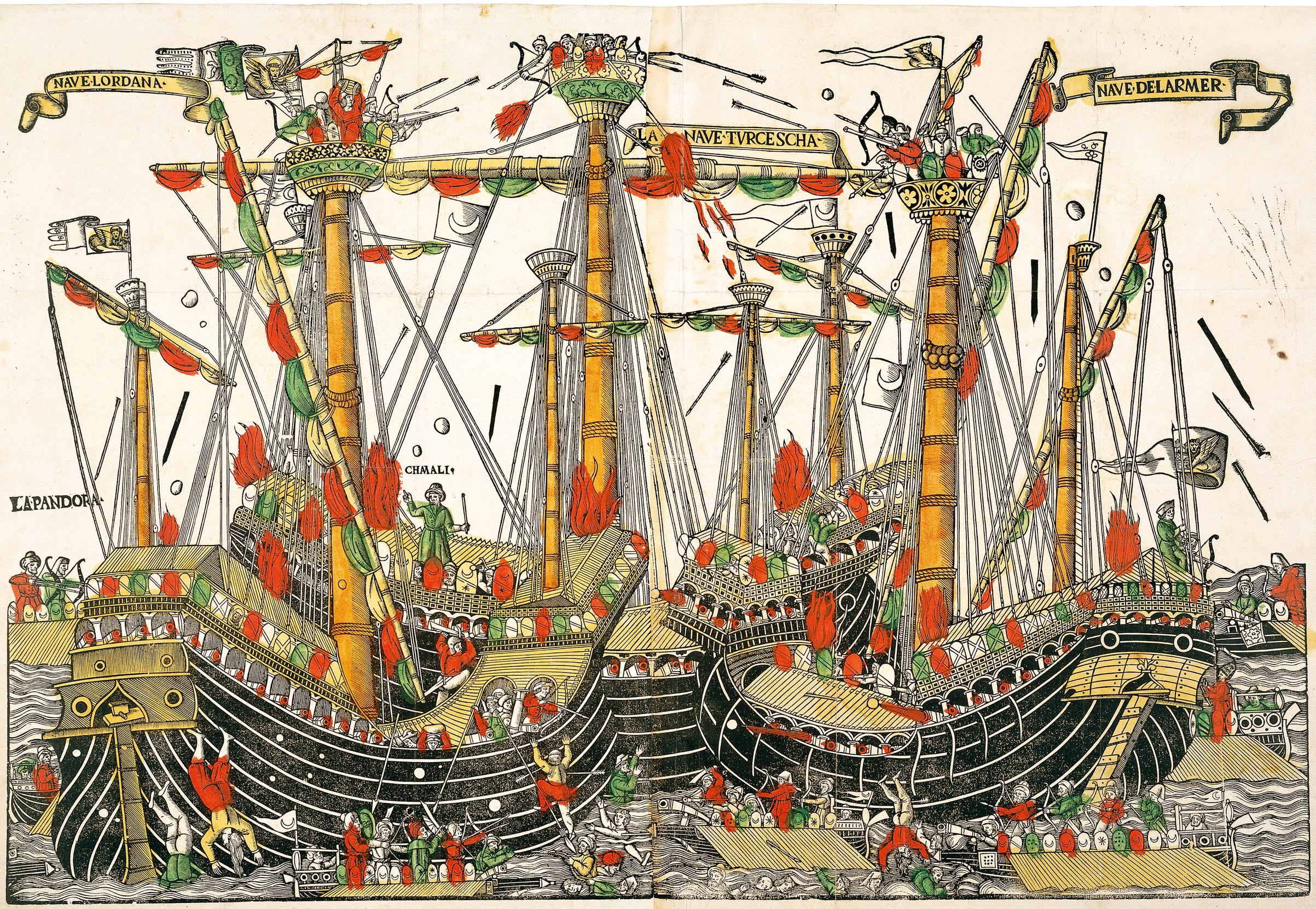
「ゾンキオの悲しい戦い」

ハンガリー王マーチャーシュ1世が没した後、1492年にマーチャーシュの死を好機と考えてベオグラード攻略に挑むが失敗、1495年にハンガリーと10年の休戦協定を結んだ。しかし、ベオグラード遠征と同じ1492年にモルダヴィア公国を属国化し、黒海方面への拡大は着実に果たした。黒海沿岸部のキリア、アッケルマン（いずれもブジャクに属する都市）を支配下に置いて黒海西岸の通行を確保し、クリミア・ハン国の騎兵の動員を容易にした。
陸軍と海軍に新兵器を導入して戦力の増強を進め、当時勢力を伸ばしていたヴェネツィアに対抗する戦力を蓄え、大航海時代に入っていたヨーロッパ各国と対峙するとともに、アフリカのイスラーム諸国を征服する基盤を整えた。1495年にバルバリア海賊など地中海やエーゲ海で跋扈していたムスリムの海賊をオスマン海軍に編入し、彼らの知識と経験を軍内に取り入れた。この時にオスマン海軍に編入された代表的な海賊として、ケマル・レイス、ピーリー・レイースらがいる。また、西欧から積極的に造船技術を取り入れて、新型の艦船を設計した。イタリア語、フランス語、スペイン語に由来する海事用語は、ほぼそのままオスマン語に取り入れられ、海軍で使用されたバヤズィトの時代に導入された兵器の最たるものに、キリスト教徒の技術者ヤーニがヴェネツィアの技術を取り入れて設計した2隻の大型艦船があり、全長70キュビット（約32メートル）、全幅30キュビット（約13.7メートル）の大きさを誇った。
海軍の強化中はヴェネツィアとの衝突を避けるために地道な交渉を行っていたが、1499年にバヤズィトはヴェネツィア領のレパントへ親征、別働隊としてダウード・パシャの率いる艦隊がアドリア海より出発し、艦隊には2隻の大型艦船も含まれていた。同年8月12日のゾンキオ（ツォンキオ）城近海の戦いでオスマン海軍のガレー船がヴェネツィアのガレアス船を破り、ヤーニの艦は包囲を仕掛けたヴェネツィア船を沈める勝利を収め、キリスト教徒はこの戦いを「ゾンキオの悲しい戦い」（en:Battle of Zonchio）と記録した。ダウード・パシャの艦隊はバヤズィトの本隊に合流し、8月28日にレパントをオスマンの支配下に置いた。
勝利の翌1500年に、さらにモレア半島にあるヴェネツィア領のモドン（en:Methoni, Messenia）、コロン  （en:Koroni）、ナヴァリノ（en:Pylos）を獲得し、イスラム勢力の進出を重く見たヨーロッパではヴェネツィア、ハンガリー、スペイン、フランス、教皇庁による軍事同盟が結成された。同盟軍による攻撃は、艦隊がアナトリアの沿岸部を数度襲撃する程度の規模にとどまり、1502年12月にヴェネツィア、1503年3月にハンガリーと講和を結ぶに至った。しかし、それでもなお、海軍の戦力は陸軍に比べると充実しているとは言えなかった。

### サファヴィー朝の宣教活動
16世紀初頭に東方のイランで勃興したサファヴィー朝は勢力を拡大しており、当初オスマン帝国とサファヴィー朝は友好的な関係にあったが、やがてサファヴィー朝はアナトリア方面への進出の準備を開始する。
サファヴィー朝のシャー・イスマーイール1世はアナトリア進攻の布石として、配下にアナトリア全域でのシーア派の布教を指示した。優れた詩人でもあったイスマーイール1世は自ら筆を執ってトルコ語で勧誘の詩を綴り、宣教師（ハリーフェ）を通じて勧誘の詩がアナトリアに伝えられた。バヤズィトは当初サファヴィー朝の宣教活動を静観しており、高官たちもサファヴィー朝の動向に関心を持たず、皇子たちの目は帝位に向いていたが、1511年にシャー・クル（「サファヴィー朝のシャーの奴隷」を意味する）を名乗る者が反乱を起こすと事態は急変する。バヤズィト治下のオスマン帝国で確立されつつあるスンナ派に違和感を抱く、あるいは彼が推進する厳格なイスラームの教えに不満を持つ民衆が反乱に参加し、その軍勢は10000にも達したのである。

### 反乱の鎮圧と廃位

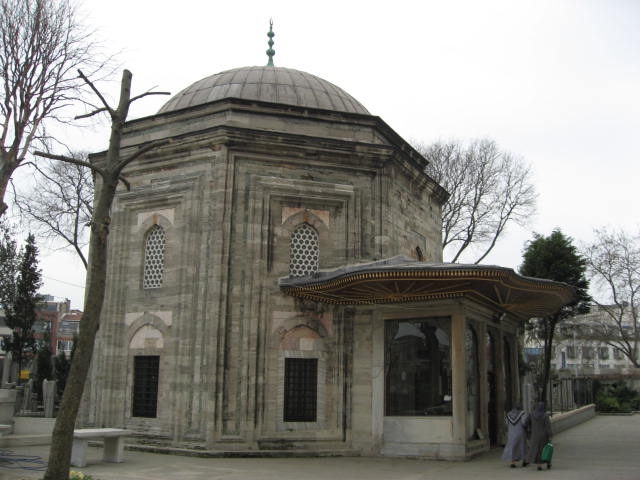
バヤズィト2世の墓

バヤズィトにはコルクト、アフメト、セリム（次代のセリム1世）の三子がおり、長子のコルクトは文人気質で帝位への関心を見せず、次子のアフメトが後継者と目されていたが、シャー・クルの反乱中に息子たちの後継者争いに影響を与える事件が起きた。アフメトと大宰相ハドゥム・アリー・パシャが反乱軍を包囲した際にイェニチェリがアフメトの命令を拒否したために反乱軍の包囲に失敗する事件が起き、反乱の鎮圧においてコルクトとアフメトはイェニチェリ達の間の評判を落とし、イェニチェリ達の中では三男のセリムの人気が高まっていった。しかし、当のセリムは反乱中に後継者争いを有利に進めるためにバルカン半島への任地替えを要求し、次子アフメトを後継者に考えていたバヤズィトが要求を退けると、セリムはクリミア半島に亡命していた。
かろうじて反乱は鎮圧されるがハドゥム・アリー・パシャ、司令官ハイダル・パシャら主だった指揮官は戦死、指揮官を欠いたために反乱を完全に鎮圧することができず、反乱軍の大部分はサファヴィー朝に亡命した。反乱の後にアフメトは帝位を継ぐためにイスタンブールに入城しようとするがイェニチェリに阻まれて入城できず、1512年3月にクリミアからセリムが帰還、イェニチェリの支持を受けたセリムがクーデターを起こし、1512年4月25日にバヤズィトは廃位された。同年5月26日、バヤズィトは隠棲先であるトラキアのディメトカ（en:Didymoteicho）に向かう途上で崩御するが、セリムによる毒殺を指摘する声は多い。

## 政策
対外政策としては聖ヨハネ騎士団の手引きで生き延びたジェムが、ヨーロッパ諸国に13年間にわたって留まり人質として利用されたこと、および父の代の精力的な領土拡大による国家財政の疲弊からバヤズィト2世の治世では戦争は先代に比べると大幅に減り、父の時代に拡大した領土の基盤固めが主な施策となった。国庫の立て直しのために余分な支出を減らし、その一方でメフメトが導入した新税を廃止して社会不満の抑制を試みた。また、積極的に他国の人材を迎え入れ、レコンキスタ後の迫害で国を追われたユダヤ教徒の一部もイスタンブールに逃れ、技術者として受け入れられた。バヤズィトと交流を持とうとしたヨーロッパの技術者の中で著名な人物として、レオナルド・ダ・ヴィンチが挙げられる。バヤズィトが橋の建造を考えてはいるがオスマン帝国内に技術者がいないと聞いたダ・ヴィンチはオスマン帝国に書簡を送った。書簡で金角湾、ボスポラス海峡に橋を架けることが提案されたが実現には至らず、設計図は現在も残っている。
メフメト2世の治世に建設されたマドラサで学んだイスラーム法学者（ウラマー）の影響力が増加し、彼らは国政と立法で力を持った。バヤズィトの時代に編纂された法典が「立法者」スレイマン1世時代のものとされる法典の基礎となり、代表的な法令にティマール制を整備するために土地を有する兵士の義務と権利を告知した文書がある。

## バヤズィト2世とイスラーム

### 学問水準の向上と民衆の反発

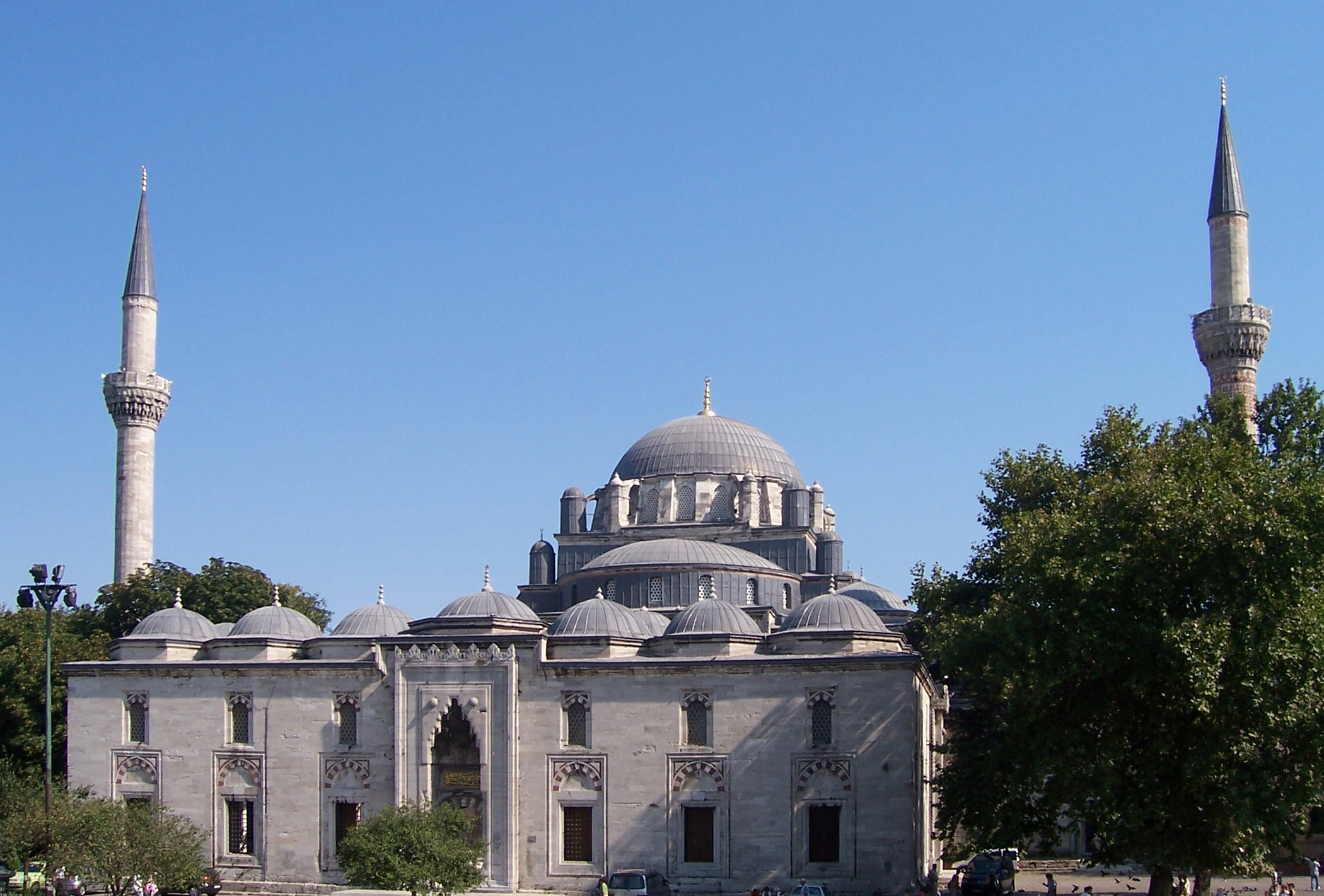
バヤズィト・モスク

皇子時代と皇帝になった当初は娯楽と美食に目がなく、麻薬を愛好していたとも言われるが、快楽への情熱は宗教にも向けられた。内政においてはメフメト2世による中央集権化への反動が起きたが、文化面でも同様の反動が起きた。敬虔なムスリムである彼は偶像崇拝を忌み嫌っており、王宮が有していた絵画を売却あるいは破棄し、ジェンティーレ・ベリーニらがイスタンブールで制作した作品の多くが失われた。バヤズィトは宮廷でイスラームの神秘主義（スーフィズム）と韻文に親しみ、学者の保護にも熱心だった。彼の保護を受けた人物としては、アラビア書道の6つの基本的な書体を独自の手法によって再解釈した書家シェフ・ハムドゥッラーを挙げられる。オスマン帝国内のイスラーム諸学の研究水準は向上したが、同時にイスラーム法学が権威化されたことで国内の規定がイスラーム法（シャリーア）の制限を受けるようにもなる。同時に正統のスンナ派を奉じる国家としての意識も高まるが、領民の全てがバヤズィトとイスラーム学者が推進する教義を受け入れたわけではなく、シャー・クルの反乱に参加した民衆の中には、政府の宗教政策に否定的な者も多く含まれていた。

### バヤズィト・モスク
バヤズィトはモスク、マドラサ、救貧院を建てており、1501年から1506年にかけてイスタンブールに建設したバヤズィト・モスクは、今もイスタンブール大学の向いに姿を留めている。メフメト2世が建設したファーティフ・モスクが1766年の地震によって入口の一部を除いて倒壊したため、バヤズィトのモスクがイスタンブールに現存する、最古の皇帝によるモスクとなっている。アヤソフィアを構成する半ドーム、大ドーム、半ドームという設計が簡略化されながらも継承されていることがバヤズィト・モスクの特徴であり、オスマン帝国の建築家たちが東ローマ帝国の建築技術を意識し、あるいは目標としていたことがうかがえる。

## 年表
- 1447年 - 誕生
- 1473年 - バシュケントの戦いで白羊朝と交戦
- 1481年5月21日 - 即位
- 1485年 - マムルーク朝との戦争を開始
- 1491年 - マムルーク朝と和約を締結
- 1492年 - モルダヴィア公国の属国化
- 1495年 - 弟ジェムの死
- 1499年 - レパントを制圧
- 1501年 - バヤズィト・モスクの建設を開始
- 1506年 - バヤズィト・モスクの完成
- 1511年 - シャー・クルの反乱
- 1512年4月25日 - クーデターによって廃位
- 1512年5月26日 - 崩御

## 肖像画

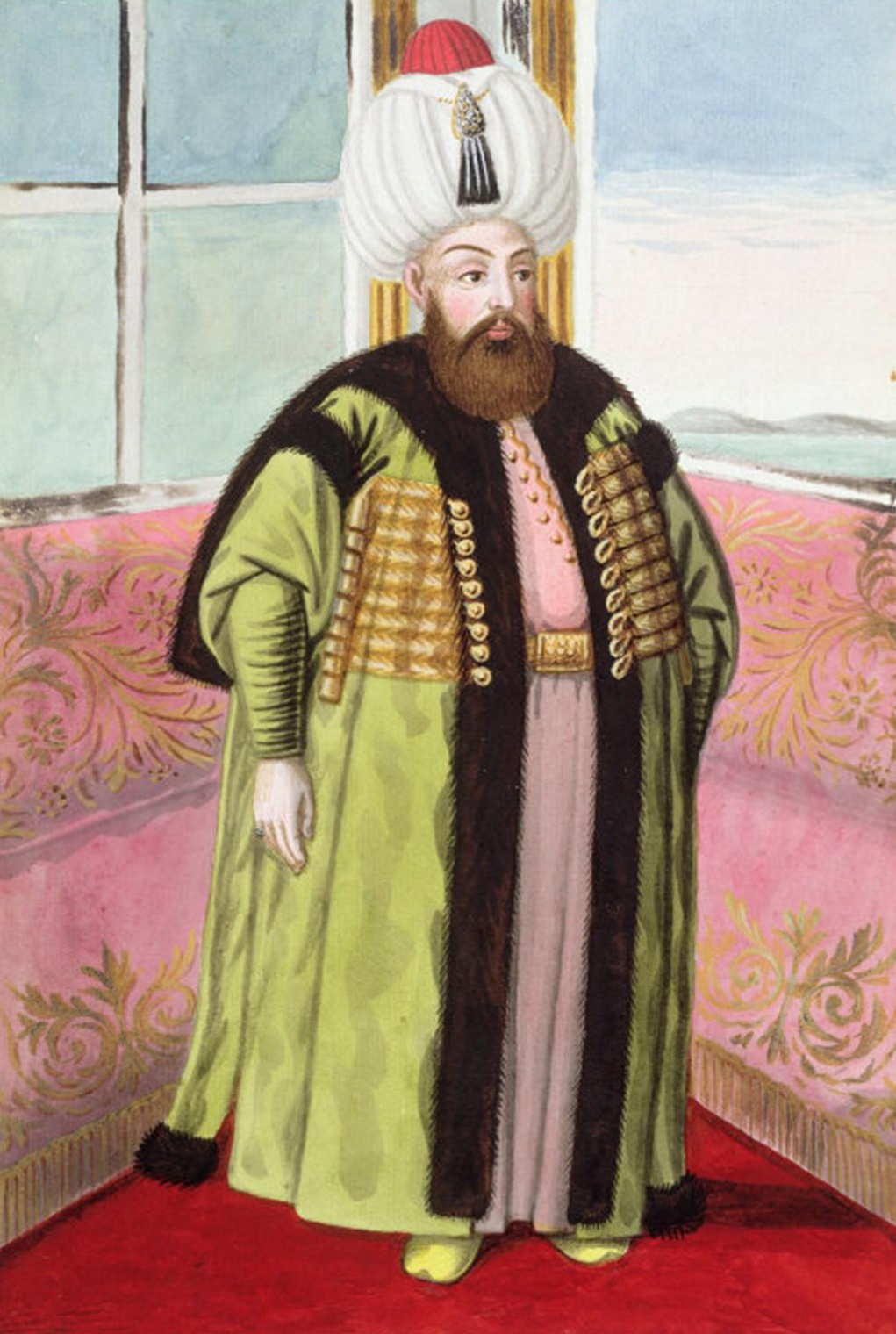
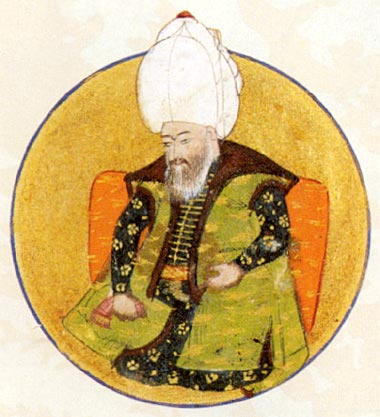